# Училище „Българче“
Училище „Българче“ е училище на българската общност в град Дубай, Обединените арабски емирства. Основано е през март 2007 г., по инициатива на българската общност в ОАЕ и със съдействието на Генералното консулство на Република България в Дубай, в чиято сграда помещава училището. През 2021 г. в училището се обучават около 120 деца. От 2022 г. директор на училището е Мария Ризова.

## История
Открито е на 23 март 2007 г. Идеята за основаването му се заражда през 2006 г. Става факт благодарение на ентусиазма, голямата сърцатост и патриотизъм на българите живеещи в страната, както и на подкрепата на тогавашния консул Милен Керемедчиев.

## Цели
Основни цели, които си поставя училището и посочва в своя сайт са – изучаване на писмен и устен български език, литература, история и география на България, насърчаване и популяризиране на българския език, както и на българските традиции и култура, на културно-историческото наследство, българския фолклор и етнография.

## Обучение
Учебното заведение предлага обучение от подготвителна група до 11 клас (в зависимост от записалите се ученици и наличния преподавателски екип). Всеки ученик, завършил курса на обучение, получава удостоверение за покрития учебен материал, признато от Министерството на образованието и науката на България.
Училището организира и изнася програми и концерти за важните български национални и религиозни празници, участва в литературни, музикални и художествени конкурси.
Учебните занятия се провеждат всеки петък и събота.

## Директори
- Елка Маринова (2018 – ?)[2]
- Мария Ризова (от 2022 г.)[1]